# Han Duk-soo
Han Duk-soo (한덕수?, 韓悳洙?; Jeonju, 18 giugno 1949) è un politico sudcoreano, Presidente ad interim dal 14 dicembre 2024 al 2 maggio 2025 e Primo ministro della Corea del Sud per tre mandati, nel 2006, dal 2007 al 2008 e dal 2022 al 2025.

## Biografia

### Incarichi istituzionali vari
Già Primo ministro nel 2006 e dal 2007 al 2008, dal 2009 al 2013 è stato ambasciatore della Corea del Sud negli Stati Uniti d'America, mentre in precedenza, dal 2003 al 2015, è stato direttore della Korea International Trade Association. 
Nel 2022, dopo l'insediamento del presidente Yoon Suk-yeol, è stato nominato nuovamente primo ministro, incarico che ha assunto il 21 maggio 2022, divenendo il più anziano a farlo, in quanto entrato in carica all’età di 72 anni.

### Presidenza e tentativo di impeachment
Il 14 dicembre 2024 diventa presidente della Corea del Sud, in qualità di facente funzioni, dopo il secondo voto di impeachment del presidente in carica Yoon Suk-yeol, venendo messo sotto accusa pochi giorni dopo, il 27 dicembre e sostituito da Choi Sang-mok, il Vice Primo ministro.
Il 24 marzo 2025, la Corte Costituzionale della Corea del Sud ha respinto la mozione di impeachment presentata contro di lui, consentendogli di restare in carica come primo ministro.
Il 4 aprile 2025, in seguito alla condanna definitiva di Yoon Suk-yeol, diviene ufficialmente Presidente ad interim, in attesa di nuove elezioni.

### Dimissioni
Il 1º maggio 2025, tuttavia, annuncia le dimissioni (contestualmente al suo ruolo pieno di Primo ministro) per poter partecipare alle successive elezioni presidenziali, facendo così subentrare, essendosi anche il Primo Vice primo ministro Choi Sang-mok dimessosi per evitare una mozione di impeachment, il secondo Vice Primo ministro, Lee Ju-ho ad entrambi gli incarichi, secondo quanto prescritto dall’ordine di successione costituzionale.